# 490 Veritas
490 Veritas је астероид главног астероидног појаса. Приближан пречник астероида је 115,55 km,
а средња удаљеност астероида од Сунца износи 3,175 астрономских јединица (АЈ).
Инклинација (нагиб) орбите у односу на раван еклиптике је 9,277 степени, а орбитални период износи 2066,862 дана (5,658 година). Ексцентрицитет орбите астероида износи 0,098.
Апсолутна магнитуда астероида износи 8,32 а геометријски албедо 0,062.
Астероид је откривен 3. септембра 1902. године.